# 塞爾馬 (印地安納州)
塞爾馬（英語：Selma）是一個位於美國印地安納州特拉華縣的城鎮。

## 地理
塞爾馬的座標為40°11′28″N 85°16′21″W / 40.19111°N 85.27250°W，而該地的平均海拔高度為308米（即1010英尺）。

## 人口
根據2010年美國人口普查的數據，塞爾馬的面積為2.42平方千米，當中陸地面積為2.42平方千米，而水域面積為0.00平方千米。當地共有人口866人，而人口密度為每平方千米358人。